# Espeusipo, Elausipo y Melasipo
Espeusipo, Elausipo y Melasipo (f. 175) son venerados como mártires cristianos, Su leyenda declara que Espeusipo, Elausipo y Melasipo eran trillizos de Capadocia que fueron martirizados bajo el emperador Marco Aurelio. La Iglesia católica venera su santoral el 17 de enero. 

## Leyenda
Su hermana mayor Leonila fue asesinada con ellos. Alternativamente, Leonila es declarada como su abuela y Junila su madre, según el Martirologio Romano.
El autor de sus Hechos fue san Neo o Neón, él mismo mártir también.

## Reliquias
En 490, sus supuestas reliquias fueron trasladadas a la Catedral de San Mamés, en Langres. Una iglesia cerca de Langres que también contiene sus reliquias lleva el nombre de Saints-Geosmes (Santos Gemelos). La mayoría de sus reliquias fueron llevadas a Suabia en 764 por Hariolf y Erlolf, los fundadores del monasterio de Ellwangen, y ahora son veneradas en la basílica de San Vito.
La Diócesis de Langres honra como santos a varios mártires que, según la leyenda de San Benigno, murieron en la persecución de Marco Aurelio, los trillizos, santos Espeusipo, Elausipo y Melasipo; san Neo, el autor de sus Actas, santa Leonila, su abuela, y santa Junila, su madre.